# 17201 Матяжгумар
17201 Матяжгумар (17201 Matjazhumar) — астероїд головного поясу, відкритий 4 січня 2000 року.
Тіссеранів параметр щодо Юпітера — 3,232.